# エース証券
エース証券株式会社（エースしょうけん）は、かつて存在した日本の証券会社。本店を大阪府大阪市中央区に置いていた。東海東京フィナンシャル・ホールディングスの連結子会社。

## 沿革
- 1914年（大正3年）12月 - 初代取締役社長伊藤銀三が、大阪株式取引所仲介人として創業。
- 1931年（昭和6年）2月 - 株式会社に改組、資本金50万円をもって株式会社伊藤商店を設立。
- 1944年（昭和19年）4月 - 伊藤銀證券株式会社に社名変更。
- 1949年（昭和24年）4月 - 大阪証券取引所へ正会員登録。
- 1967年（昭和42年）10月 - 伊藤清兵衛が取締役社長に就任。
- 1968年（昭和43年）4月 - 大蔵大臣より、証券取引法第28条の規定によって証券業の免許を受ける。
- 1970年（昭和45年）12月 - 伊藤勇吉が取締役社長に就任。
- 1976年（昭和51年）12月 - 伊藤博夫が取締役社長に就任。
- 1977年（昭和52年）12月 - 岐部良則が取締役社長に就任。
- 1981年（昭和56年）
  - 10月 - 東京証券取引所へ正会員登録。
  - 12月 - 東京支店を開設。
- 1987年（昭和62年）12月 - 大賀光也が取締役社長に就任。
- 1988年（昭和63年）
  - 6月 -
    - 芦屋支店を開設
    - 大蔵大臣より、外国為替管理法に基づく指定証券会社の認可を受ける

  - 7月 - 本社を現在地に移転。
- 1989年（平成元年）
  - 4月 - 総合証券会社として発足。
  - 4月 - エース証券株式会社に社名変更。
  - 9月 - エース土地建物株式会社を設立。
  - 11月 - 東京支店を茅場町の新社屋に移転。
- 1990年（平成2年）8月 - 福岡支店を開設。
- 1991年（平成3年）6月 - 関係会社としてエースファイナンス株式会社を設立（1995年4月、株式会社エースコーポレーションに改称）。
- 1994年（平成6年）6月 - 森下元が取締役社長に就任。
- 1997年（平成9年）12月 - 大賀光也が取締役会長兼社長に就任
- 1998年（平成10年）
  - 3月 -  草津支店を開設。
  - 6月 - 乾裕が取締役社長に就任。
  - 12月 - 証券取引法の改正に伴い、証券業の登録を受ける。
- 1999年（平成11年）8月 - 関係会社として株式会社エースコンサルティングを設立。
- 2003年（平成15年）4月 - 投資顧問室を開設。
- 2005年（平成17年）
  - 3月 - エース土地建物を吸収合併。
  - 8月 - 資本金を88億31百万円に増資
- 2008年（平成20年）11月 - 丸八証券と包括的業務提携契約を締結。
- 2009年（平成21年）5月 - 株式会社エース経済研究所を設立。
- 2011年（平成23年）3月 - 丸八証券を連結子会社化。
- 2014年（平成26年）4月1日 - 丸八証券との共同株式移転により、持株会社・株式会社エースホールディングスを設立し、経営統合する予定であったが[2]、「統合に必要な諸条件を期日までに詰め切れなかった」として経営統合を延期した[3][4]。
- 2016年（平成28年）9月5日 - 東海東京フィナンシャル・ホールディングスが、当社の主要株主である株式会社ケイアイおよび株式会社AOKIホールディングスから株式を取得し、持分法適用会社化[5]。
- 2021年（令和3年）4月 - 東海東京フィナンシャル・ホールディングスが実施したTOBが成立し、同社の連結子会社となる[6]。
- 2022年（令和4年）5月 - 東海東京証券株式会社に吸収合併される[7]。

## 関連会社
連結子会社
- 丸八証券株式会社

非連結子会社
- 株式会社エースコンサルティング
- 株式会社エース経済研究所